# حكومة فيصل الفايز
حكومة فيصل الفايز هي الحكومة رقم 88 منذ أعلان استقلال إمارة شرق الأردن عام 1921 والخامسة في عهد الملك عبد الله الثاني. شكّل فيصل الفايز الحكومة في 25 أكتوبر عام 2003م، بتكليف من ملك الأردن عبد الله الثاني بن الحسين. وقد حلّت الحكومة في شهر إبريل 2005.

## التشكيل
| الاسم                                            | المهام الوزارية                                              |
| ------------------------------------------------ | ------------------------------------------------------------ |
| دولة السيد فيصل عاكف مثقال الفايز                | رئيسا للوزراء ووزيرا للدفاع                                  |
| معالي الدكتور محمد احمد سلامه الحلايقة           | نائبا لرئيس الوزراء ووزيرا للصناعة والتجارة                  |
| معالي الدكتور مروان جميل عيسى المعشر             | وزيرا للخارجية                                               |
| معالي السيد محمد حسن سليمان داووديه              | وزيرا للتنمية السياسية والشؤون البرلمانية                    |
| معالي الدكتور فواز حاتم شريف الزعبي              | وزيرا للاتصالات وتكنولوجيا المعلومات ووزيرا للتنمية الادارية |
| معالي الدكتور باسم إبراهيم يوسف "عوض الله"       | وزيرا للتخطيط والتعاون الدولي                                |
| معالي الدكتور "صلاح الدين" محمد عبدالرحمن البشير | وزيرا للعدل ووزير دولة لشؤون رئاسة الوزراء                   |
| معالي المهندس سمير فهيم سليمان الحباشنة          | وزيرا للداخلية                                               |
| معالي الدكتور خالد عوني عبدالرحمن طوقان          | وزيرا للتربية والتعليم                                       |
| سماحة الدكتور احمد محمد هليل هليل                | وزيرا للاوقاف والشؤون والمقدسات الاسلامية                    |
| معالي الدكتور حازم كمال صالح الناصر              | وزيرا للمياه والري ووزيرا للزراعة                            |
| معالي الدكتور "محمد ناصر" سالم محمد ابوحمور      | وزيرا للمالية                                                |
| معالي السيد أمجد هزاع بركات المجالي              | وزيرا للعمل                                                  |
| معالي الدكتورة علياء "محمد علي" صالح حاتوغ       | وزيرا للبيئة ووزيرا للسياحة والاثار                          |
| معالي المهندس عزمي محمد مصطفى الخريسات           | وزيرا للطاقة والثروة المعدنية                                |
| معالي السيد رياض جميل مشحن ابوكركي               | وزيرا للتنمية الاجتماعية                                     |
| معالي المهندس رائد مظفر رفعت ابوالسعود           | وزيرا للاشغال العامة والاسكان ووزيرا للنقل                   |
| معالي الدكتور عصام حسن محمد زعبلاوي              | وزيرا للتعليم العالي والبحث العلمي                           |
| معالي الدكتورة امل حمد فرحان الفرحان             | وزيرا للشؤون البلدية                                         |
| معالي السيدة اسما حنا سالم خضر                   | وزير دولة _ الناطق الرسمي باسم الحكومة                       |
| معالي المهندس سعيد سميح طالب دروزه               | وزيرا للصحة                                                  |

التعديل 25/10/2004
| الاسم                                            | المهام الوزارية                                                           |
| ------------------------------------------------ | ------------------------------------------------------------------------- |
| معالي الدكتور مروان جميل عيسى المعشر             | نائبا لرئيس الوزراء ووزير دولة لشؤون رئاسة الوزراء ومراقبة الاداء الحكومي |
| دولة الدكتور هاني فوزي عيد الملقي                | وزيرا للخارجية                                                            |
| معالي الدكتور "صلاح الدين" محمد عبدالرحمن البشير | وزيرا للعدل                                                               |
| معالي الدكتور حازم كمال صالح الناصر              | وزيرا للمياه والري                                                        |
| معالي الدكتورة علياء "محمد علي" صالح حاتوغ       | وزيرا للسياحة والاثار                                                     |
| معالي المهندس رائد مظفر رفعت ابوالسعود           | وزيرا للاشغال العامة والاسكان                                             |
| معالي السيدة اسما حنا سالم خضر                   | وزيرا للثقافة والناطق الرسمي باسم الحكومة                                 |
| معالي السيد نايف شاهر صايل الحديد                | وزير دولة للشؤون البرلمانية                                               |
| معالي الدكتور احمد ذوقان سالم الهنداوي           | وزيرا للصناعة والتجارة                                                    |
| معالي الدكتور يوسف "تاج الدين" يوسف الشريقي      | وزيرا للبيئة                                                              |
| معالي السيدة ناديه حلمي حافظ السعيد              | وزيرا للاتصالات وتكنولوجيا المعلومات                                      |
| معالي السيد فهد عبدالكريم مفضي "ابوالعثم النسور" | وزير دولة للشؤون القانونية                                                |
| معالي السيد سعود احمد عارف نصيرات                | وزيرا للنقل                                                               |
| معالي الدكتور منذر احمد جادالله الشرع            | وزيرا للتنمية السياسية                                                    |
| معالي الدكتور احمد خلف موسى المساعدة             | وزير دولة لتطوير القطاع العام                                             |
| معالي السيد شراري كساب عبدالعزيز الشخانبة        | وزيرا للزراعة                                                             |

التعديل 20/02/2005
| التسلسل | الرقم | الاسم                                  | المهام الوزارية               |
| ------- | ----- | -------------------------------------- | ----------------------------- |
| 17      | 528   | معالي الدكتور تيسير رضوان سليم الصمادي | وزيرا للتخطيط والتعاون الدولي |

## وصلات خارجية
- موقع رئاسة الوزراء